# Polom (Vladičin Han)
Pour les articles homonymes, voir Polom.
Polom (en serbe cyrillique : Полом) est un village de Serbie situé dans la municipalité de Vladičin Han, district de Pčinja. Au recensement de 2011, il comptait 374 habitants.

## Démographie

### Évolution historique de la population
| 1948 | 1953 | 1961 | 1971 | 1981 | 1991 | 2002 | 2011 |
| ---- | ---- | ---- | ---- | ---- | ---- | ---- | ---- |
| 557  | 574  | 584  | 571  | 390  | 424  | 440  | 374  |

|  |